# Фабрика резног алата
Фабрика резног алата (скр. ФРА) је српско предузеће за производњу алата, које је у стечајном поступку од октобра 2021. Њено седиште је у Чачку. Са око 480 запослених од 2020. године, био је један од највећих послодаваца у то време у Чачку и Моравичком округу.

## Историја
Основана 1. јуна 1953. године, првобитно је била фокусирана на производњу резбара и славина. Од 1960. је проширила производњу на друге алате за нарезивање навоја, као и алате за рад отвора и резача. Седамдесетих година је реорганизована и успостављени су нови производни програми за поједине врсте алата и постројења за производне услуге. У мају 1993. компанија је била на врхунцу производње, са више од 3350 запослених. 
Због распада Југославије и санкција, предузеће је почело да пропада. Томе доприноси и недостатак добрих подизвођача, недостатак инвестиција у производне погоне и разне тужбе по основу неисплаћених зарада.
Међутим, предузеће је наставило да ради 2000-их са знатно смањеном профитабилношћу. Са више од 500 запослених, прошла је кроз многе финансијске проблеме и још се опоравља.  У априлу 2007. године достављен је на ванберзанско тржиште на Београдској берзи. 
Од априла 2010. године је у реструктурирању. Његови главни циљеви су промене у унутрашњој организацији предузећа и отклањање заосталих обавеза, како би се створили услови за евентуалну приватизацију. 
2013. године предузеће је прославило 60 година постојања. У октобру 2021. године отворен је стечајни поступак, због неликвидности и дуга.

## Активност
Предузеће је извозило своје производе у многе земље, укључујући Сједињене Државе, Русију, Иран и Пољску. 